# XVI. Igre malih europskih država – Island 2015.
XVI. Igre malih europskih država održane su od 1. do 6. lipnja 2015. na Islandu, drugi put nakon Igara 1997. Islandski predsjednik Ólafur Ragnar Grímsson je drugi put svečano otvorio Igre, a na otvorenju je pjevao i islandski pjevač Paul Oscar. Slogan igara bio je Prirodna moć (engl. Natural Power).
Island je kao zemlja domaćin osvojio najviše odličja, a natjecanja su se održavala u 10 športova.

## Države sudionice
Broj u zagradama označava broj natjecatelja iz spomenute države članice AASSE-a.
| - Andora (52) - Cipar (56) - Island (domaćin) (240) - Lihtenštajn (42) - Luksemburg (136) | - Malta (58) - Monako (105) - Crna Gora (42) - San Marino (58) |

## Tablica odličja
zemlja domaćin (Island)

### Športovi
Broj u zagradama označava broj disciplina pojedinog športa na Igrama.
| - atletika (36) - košarka (2) - golf (4) - gimnastika (14) | - judo (12) - streljaštvo (5) - trap (1) - plivanje (32) | - stolni tenis (6) - tenis (5) - odbojka (4) - odbojka na pijesku (2) |

## Vanjske poveznice
- Službena stranica Igara 2015. (engl.)  Arhivirana inačica izvorne stranice od 12. listopada 2015. (Wayback Machine)